# Crusino I Sommaripa
Crusino I Sommaripa (zm. 1462) – władca Paros w latach 1426-1462 i władca Andros w latach 1440–1462. 
Był synem Marii Sanudo i Gaspare Sommaripa. Po śmierci matki objął rządy na wyspie Paros. W 1440 roku wyrokiem sądu weneckiego uzyskał wyspę Andros. Crusino uchodził za uczonego władcę i miłośnika antyku. Jego przyjacielem był Cyriak z Ankony. Jego synem i następca na Andros był Domenico Sommaripa, zaś na Paros Nicolò I Sommaripa. 